# 鶴見良行
鶴見 良行（つるみ よしゆき、1926年4月28日 - 1994年12月16日）は、日本のアジア学者・人類学者。　

## 経歴
1926年、外交官・鶴見憲の息子としてアメリカ合衆国カリフォルニア州ロサンゼルスに生まれた。外交官の父の仕事の影響で、ワシントンD.C.、ポートランド、ハルビンなど一家は在外生活を重ねた。第一高等学校の受験に失敗して、東京外国語学校に入学。同校を1年で退学し、水戸高等学校を経て、東京大学法学部に入学した。1952年に東京大学法学部を卒業。
1946年にいとこの鶴見俊輔、鶴見和子が関係した雑誌『思想の科学』が発刊されると、思想の科学研究会の常任活動に参加し、自身はコミュニケーション論を研究した。一時結核で倒れたため療養生活を送ったが、1955年から1986年まで国際文化会館に勤務した(1973年から1986年の間は、嘱託勤務)。1965年にはベトナムに平和を!市民連合発足に参加。これに前後する時期には、頻繁にアジア諸国へ渡航し、研究を深めた。1973年、アジア太平洋資料センター設立のメンバーとなり、独自なアプローチによるアジア探究者として旺盛な研究活動を本格化した。
上智大学講師を経て、1989年より晩年まで龍谷大学経済学部教授を務めた。1994年、『ココス島奇譚』執筆中、京都の自宅にて急逝。

## 受賞・栄典
- 1990年：新潮学芸賞(第3回)「ナマコの眼」の業績に対して[4]。
- 1992年：大同生命地域研究賞特別賞(第7回)「東南アジアの民衆の立場にたつ独自のアジア学を構築した業績」に対して[9]

## 研究内容・業績
- 1982年の『バナナと日本人』（岩波新書）、1990年の『ナマコの眼』（新潮学芸賞受賞)が代表的な著作として知られている。多数の著書を残し、みすず書房から1998年から2004年まで主要著作を収めた『鶴見良行著作集』（全12巻）が刊行されている。
- 食の面から世界各地を比較調査しており、自身も料理と写真の腕前がプロ並みに高かった。
- 秋篠宮文仁親王と紀子妃がまだ結婚前の学生であった時代に鶴見の教えを受け、影響を受けている[10]。

## 家族・親族
- 父：鶴見憲は外交官。シンガポール総領事や陸軍司政長官などをつとめた。
- 従兄：鶴見俊輔は哲学者・評論家。アメリカのプラグマティズムの紹介やベトナムに平和を!市民連合（ベ平連）を設立したことで知られる。俊輔によると、父親の死後、その日記を見ると「結局良行は、和子、俊輔に及ばず」と書いてあったので「自分の方が問題にならないほど高い業績を挙げているのを、親父はわかっていなかった」と激怒したといわれる[11]。
- 従姉：鶴見和子は社会学者。
- 伯父：鶴見祐輔は政治家。

## 著作

### 単著
- 『反権力の思想と行動』 鶴見良行 著 盛田書店  1970
- 『アジア人と日本人』 鶴見良行 著 晶文社  1980
- 『アジアを知るために』 鶴見良行 著 筑摩書房  1981(ちくまぶっくす ; 33)
- 『マラッカ物語』 鶴見良行 著 時事通信社  1981
- 『アジアはなぜ貧しいのか』 鶴見良行 著 朝日新聞社  1982(朝日選書 ; 211)
- 『バナナと日本人 : フィリピン農園と食卓のあいだ』 鶴見良行 著 岩波書店  1982(岩波新書)
- 『マングローブの沼地で : 東南アジア島嶼文化論への誘い』 鶴見良行 著 朝日新聞社  1984
- 『大地と海と人間 : 東南アジアをつくった人びと』 鶴見良行 著 筑摩書房  1986(ちくま少年図書館)
- 『アジアの歩きかた』 鶴見良行 著 筑摩書房  1986  のちちくま文庫（1998年）
- 『海道の社会史 : 東南アジア多島海の人びと』 鶴見良行 著 朝日新聞社  1987(朝日選書 ; 330)
- 『辺境学ノート』 鶴見良行 著 めこん  1988
- 『エビ・ナマコはどこから』 鶴見良行 著 新幹社  1988(アジアが見えてくる ; 2)
- 『ナマコの眼 鶴見良行』 著 筑摩書房  1990  のちちくま学芸文庫
- 『アラフラ海航海記 : 木造船でゆくインドネシア3000キロ』 鶴見良行 著 徳間書店  1991
- 『東南アジアを知る : 私の方法』 鶴見良行 著 岩波書店  1995(岩波新書)
- 『ココス島奇譚』 鶴見良行 [著] みすず書房  1995
- 『歩きながら考える : 対話集』 鶴見良行 著,オルター・トレード・ジャパン/編集室パラグラフ 編 太田出版  2005(ナマコ・コレクション ; 1)
- 『エビと魚と人間と南スラウェシの海辺風景 : 鶴見良行の自筆遺稿とフィールド・ノート』 鶴見良行 著,森本孝 編 みずのわ出版  2010

### 著作集
- 『バナナ』 鶴見良行 [著] みすず書房  1998(鶴見良行著作集 ; 6)
- 『マングローブ』 鶴見良行 [著] みすず書房  1999(鶴見良行著作集 ; 7)
- 『出発』 鶴見良行 [著] みすず書房  1999(鶴見良行著作集 ; 1)
- 『ナマコ』 鶴見良行 [著] みすず書房  1999(鶴見良行著作集 ; 9)
- 『収奪の構図』 鶴見良行 [著] みすず書房  1999(鶴見良行著作集 ; 4)
- 『マラッカ』 鶴見良行 [著] みすず書房  2000(鶴見良行著作集 ; 5)
- 『海の道』 鶴見良行 [著] みすず書房  2000(鶴見良行著作集 ; 8)
- 『フィールドノート 1』 鶴見良行 [著] みすず書房  2001(鶴見良行著作集 ; 11)
- 『歩く学問』 鶴見良行 [著] みすず書房  2001(鶴見良行著作集 ; 10)
- 『ベ平連』 吉川勇一 編・解説 みすず書房  2002(鶴見良行著作集 ; 2)
- 『アジアとの出会い』 鶴見良行 [著] みすず書房  2002(鶴見良行著作集 ; 3)
- 『フィールドノート 2』 鶴見良行 [著] みすず書房  2004(鶴見良行著作集 ; 12)

### 共編著
- 『アジアからの直言』 鶴見良行 編 講談社  1974(講談社現代新書)
- 『越境する東南アジア』 鶴見良行, 山口文憲 著 平凡社  1986(ポリフォニー・ブックス)
- 『道のアジア史 : モノ・ヒト・文化の交流』 鶴見良行, 村井吉敬 編著 同文館出版  1991
- 『エビの向こうにアジアが見える』 村井吉敬, 鶴見良行 編著 学陽書房  1992
- 『ヤシの実のアジア学』 鶴見良行, 宮内泰介 編著 コモンズ  1996

### 翻訳
- 『バートランド・ラッセル著作集』 第2  自由と組織. 第1 / 大淵和夫・鶴見良行 訳 みすず書房  1960
- 『バートランド・ラッセル著作集』 第3 自由と組織. 第2 / 大淵和夫・鶴見良行・田中幸穂 訳 みすず書房  1960
- 『日本日記』 デイヴィッド・リースマン, イーヴリン・リースマン 著,加藤秀俊, 鶴見良行 訳 みすず書房  1969
- 『フィリピン・ナショナリズム論』 レナト・コンスタンティーノ 著,鶴見良行 監訳 井村文化事業社  1977(フィリピン双書 ; 4,5)
- 『フィリピン民衆の歴史 2 往事再訪. 2』  レナト=コンスタンティーノ 著 / 鶴見良行 [ほか]訳 井村文化事業社  1978(フィリピン双書 ; 9)
- 『フィリピン民衆の歴史 3』 ひきつづく過去. 1 レナト・コンスタンティーノ, レティシア・R.コンスタンティーノ 著  鶴見良行 [ほか]訳 井村文化事業社  1979(フィリピン双書 ; 10)
- 『フィリピン民衆の歴史 4』 ひきつづく過去. 2 レナト=コンスタンティーノ, レティシア=R=コンスタンティーノ 著 鶴見良行, 吉川勇一 訳 井村文化事業社  1980(フィリピン双書 ; 12)